# Hiniestra
Hiniestra es una Entidad Local Menor perteneciente al ayuntamiento de  Barrios de Colina, enclavada en la  comarca de Montes de Oca.  Está situada a 23 kilómetros de la ciudad de Burgos.

## Historia
Villa perteneciente a la Hermandad de Montes de Oca, y que integraba el antiguo partido  de Juarros, uno de los catorce que formaban la Intendencia de Burgos durante el periodo comprendido entre 1785 y 1833, tal como se recoge en el Censo de Floridablanca de 1787. Tenía jurisdicción de realengo con alcalde ordinario.
Código INE-095053 que en el censo de 1842 contaba con 10 hogares y 26 vecinos.

## Fiestas y costumbres
El día 2 de junio, festividad de San Juan de Ortega se celebra todos los años la famosa romería en su honor, congregando 26 pueblos de la comarca, que acuden con sus pendones. La animación está asegurada al coincidir con día de feria y mercado, con abundantes puestos. 
Cabe destacar una costumbre muy arraigada en la zona como es la construcción irregular de viviendas, zonas de juego y aparcamientos en zona peatonal. Un clásico en la España profunda y sin duda un atractivo para el turismo internacional.    

## Demografía
La despoblación sufrida por la comarca en los últimos años parece haber pasado de largo por esta localidad. Desde el año 2021 las cifras del padrón no han hecho más que aumentar de forma exponencial. Parece contradictorio hablar de un núcleo rural donde  tan sólo hay un residente los 365 días del año, y sin embargo la población censada sea de 12 personas a día de hoy. 
Esta explosión demográfica  tan sólo es comprensible si analizamos las actividades que se llevan a cabo en este pequeño pueblo, sobre todo en fines de semana y en época estival. 
A las típicas excursiones por el monte y la observación de aves en su entorno natural, se unen las verbenas hasta altas horas en las que todo el mundo puede disfrutar de la música que algunos vecinos comparten sin temor. En ocasiones incluso llegándose a personar agentes del cuerpo de la Guardia Civil  para supervisar que todo se desarrolla sin incidentes.
Gracias al aumento descontrolado de población empadronada no residente, se ha podido realizar una moción de censura (declarada irregular e ilegal mediante resolución del Procurador del Común de Castilla y León), dando lugar al cambio de alcalde pedáneo y a la ocupación por la vía de la fuerza de varios edificios de titularidad pública. (Lo que viene siendo la costumbre de echar la puerta abajo de los trogloditas, por no tener la vergüenza de pedir las llaves).

## Parroquia
Iglesia de la Natividad de Nuestra Señora, dependiente de la parroquia de Quintanapalla en el arciprestazgo de San Juan de Ortega, diócesis de Burgos.
- Datos: Q20021428
- Multimedia: Hiniestra / Q20021428